# (3848) Analucia
(3848) Analucia (1982 FH3) – planetoida z pasa głównego asteroid okrążająca Słońce w ciągu 3 lat i 309 dni w średniej odległości 2,45 j.a. Odkrył ją Henri Debehogne 21 marca 1982 roku.